# 872 Holda
A 872 Holda (ideiglenes jelöléssel 1917 BZ) a Naprendszer kisbolygóövében található aszteroida. Max Wolf fedezte fel 1917. május 21-én, Heidelbergben.